# Кладбище Каламая
Кла́дбище Ка́ламая (эст. Kalamaja kalmistu, в Российской империи — Фи́шермайское кла́дбище, нем. Fischermay-Kirchhof) — бывшее кладбище в Таллине, Эстония. Располагалось на окраине района Каламая на севере города. Было одним из старейших кладбищ за пределами Старого города. Кладбище существовало, по крайней мере, 400 лет, с XV или XVI века до 1964 года, когда было полностью ликвидировано. На территории бывшего кладбища в 2000-х годах был создан парк. 

## История
Время основания кладбища точно неизвестно, историки относят его к XV—XVI векам. Кладбище отмечено на плане города Ваксельберга 1688 года. На той же карте обозначена церковь возле кладбища, но её нет на последующих планах города, поэтому можно предполагать, что она была разрушена в период  Северной войны 1700—1721 годов.

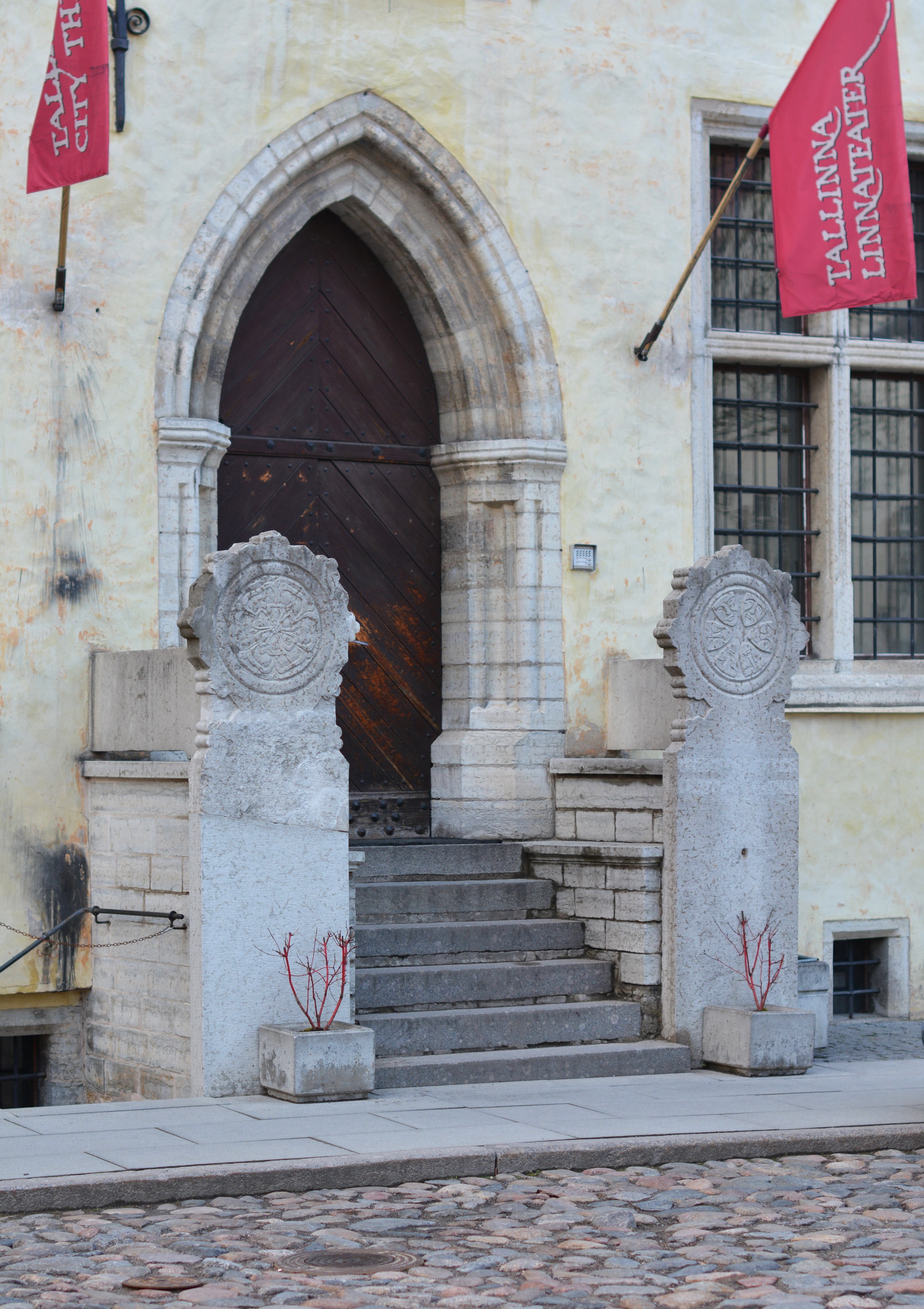
Предпорожие дома по ул. Лай

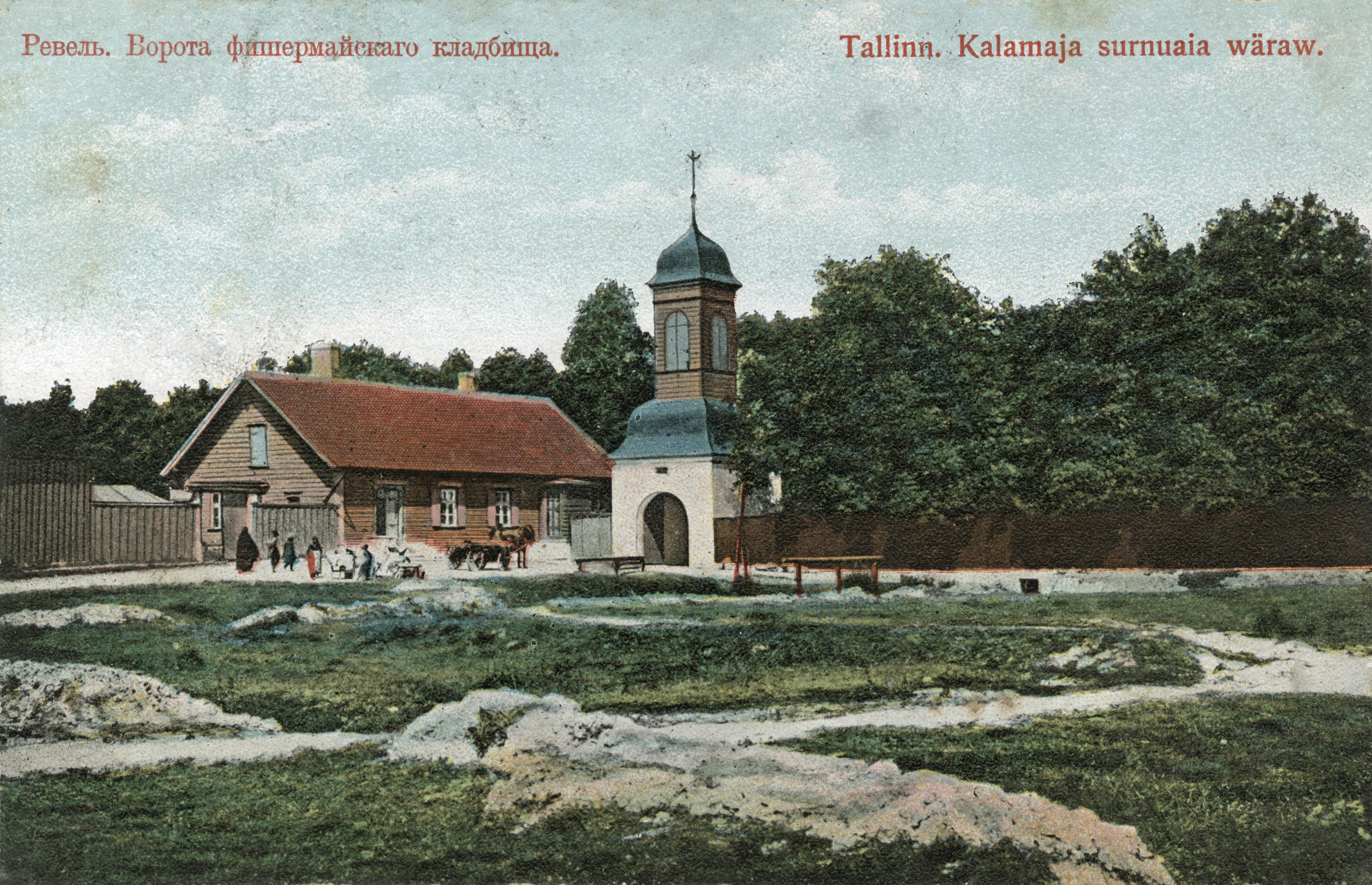
Ворота Фишермайского кладбища, открытка 1908 года

Первые письменные сведения об этом месте относятся к 1561 году, когда здесь было похоронено около двух тысяч шведских солдат. Это было одно из старейших кладбищ за пределами Старого города, здесь хоронили балтийских шведов, балтийских немцев, живших в районе Ревеля, затем стали хоронить эстонцев-католиков.  
В 1780 году на кладбище на средства камергера Петера Дюборга (Peter Duborgh) была построена надвратная башня-колокольня в стиле барокко. В начале XIX века по приказу генерал-губернатора Эстляндской губернии маркиза Филиппа Паулуччи в Ревеле начали убирать камни предпорожий (этики), установленные у главных входов в жилые дома Старого города, и использовать их в качестве надгробий на кладбище Каламая. В 1867 году была построена часовня (не сохранилась). 
В XVIII—XIX веках кладбище Каламая было местом захоронения приходов церкви Святого Духа и Шведской церкви Святого Михаила, а также некоторое время прихода церкви Каарли. В XIX веке кладбище несколько раз расширяли, увеличив его площадь до 6,4 га. На протяжении веков здесь было захоронено большое число людей, в частности с 1842 по 1902 год — более 30 тысяч. С большой вероятностью здесь был захоронен Бальтазар Руссов.  
Кладбище было закрыто после присоединения Эстонии к СССР, в 1941 году. 
В конце 1960-х — начале 1970-х годов был снесён дом смотрителя кладбища, находившийся возле надвратных ворот-часовни, и в той стороне были построены гаражи, часть из которых была возведена незаконно.
В 1995 году бывшее кладбище Каламая было внесено в Государственный регистр памятников культуры Эстонии как памятник истории.
В 2007 году, в ходе реставрации церкви святого Иоанна, под алтарём был найден план кладбища Каламая возрастом несколько столетий, с обозначением мест захоронений того времени.

## Создание парка
Несмотря на закрытие кладбища, захоронения там продолжались и в 1950-е годы. В 1962 году было издано распоряжение о расчистке кладбища под парк, и в 1964 году получивший это задание таллинский завод «Вольта», расположенный через дорогу от кладбища, приступил к его выполнению. Было произведено несколько перезахоронений останков, в частности, прах музыканта Яна Тамма 25 июля 1960 года был перезахоронен на кладбище Метсакальмисту. 
В 2007 году городскими властями было инициировано возведение общественного парка на месте бывшего кладбища. Это решение было в целом одобрено и тогдашним старейшиной района Пыхья-Таллинн Энно Таммом (Enno Tamm), который семь лет проработал археологом, и дальние родственники которого были в своё время похоронены на кладбище Каламая. Гаражи, построенные на территории бывшего кладбища, были снесены. Создание парка завершилось в 2009 году. Часть кладбища, расположенную возле бывшего железнодорожного пути, занимает построенное в советское время заводское здание, которое в настоящее время принадлежит концерну «BLRT Grupp».
Парк кладбища Каламая является природоохранным объектом, его площадь составляет 6,7 га. Надвратная башня-колокольня (памятник архитектуры) сохранилась до наших дней; она была отреставрирована в 2009 году. Сегодня в её стенах размещена экспозиция надгробных камней, которые раньше стояли на здешних могилах. Тут же установлено интерактивное информационное табло с историей места.

## Галерея

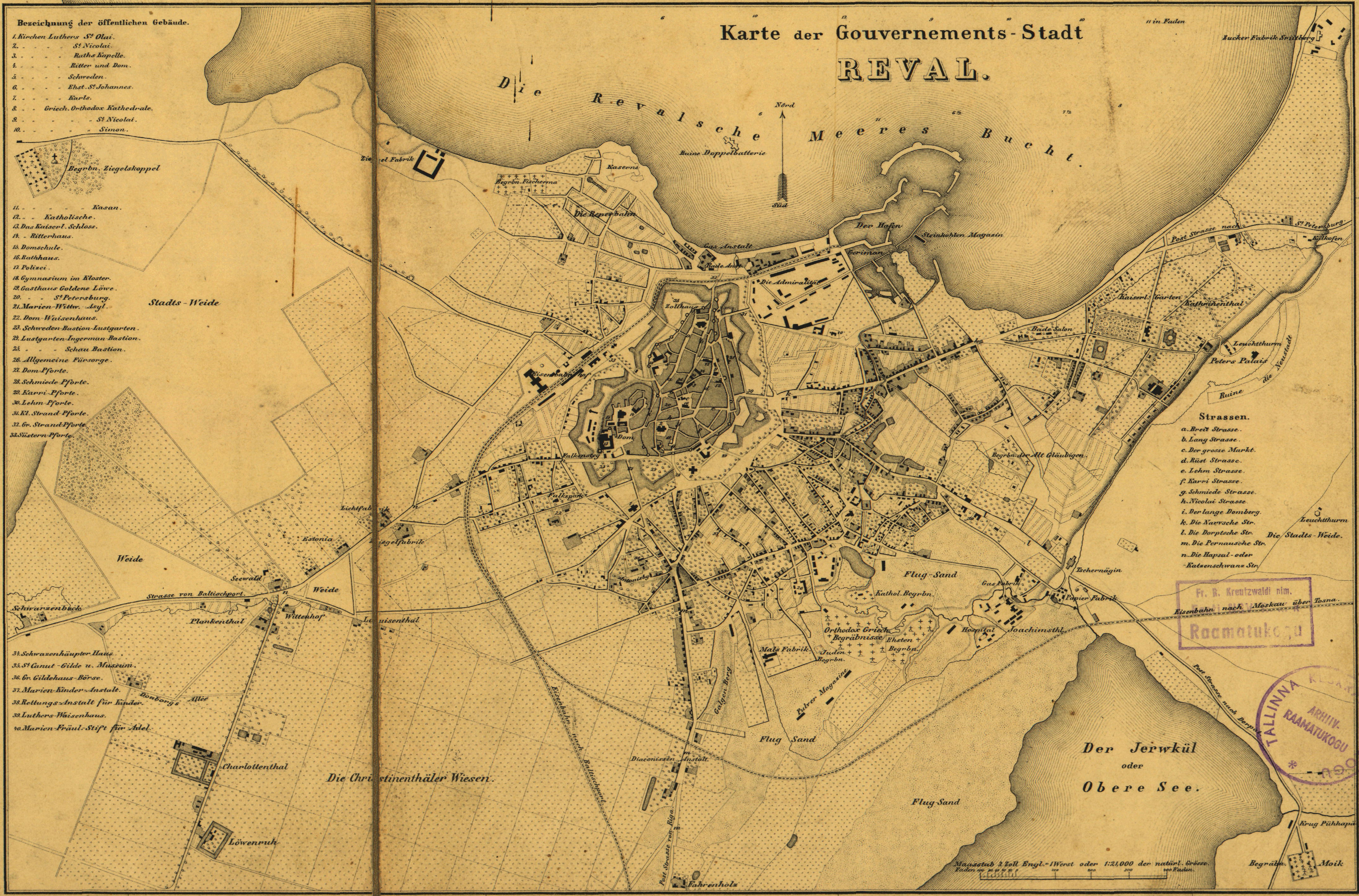
Кладбище Каламая (Begrbn Fischerma) на карте 1876 года
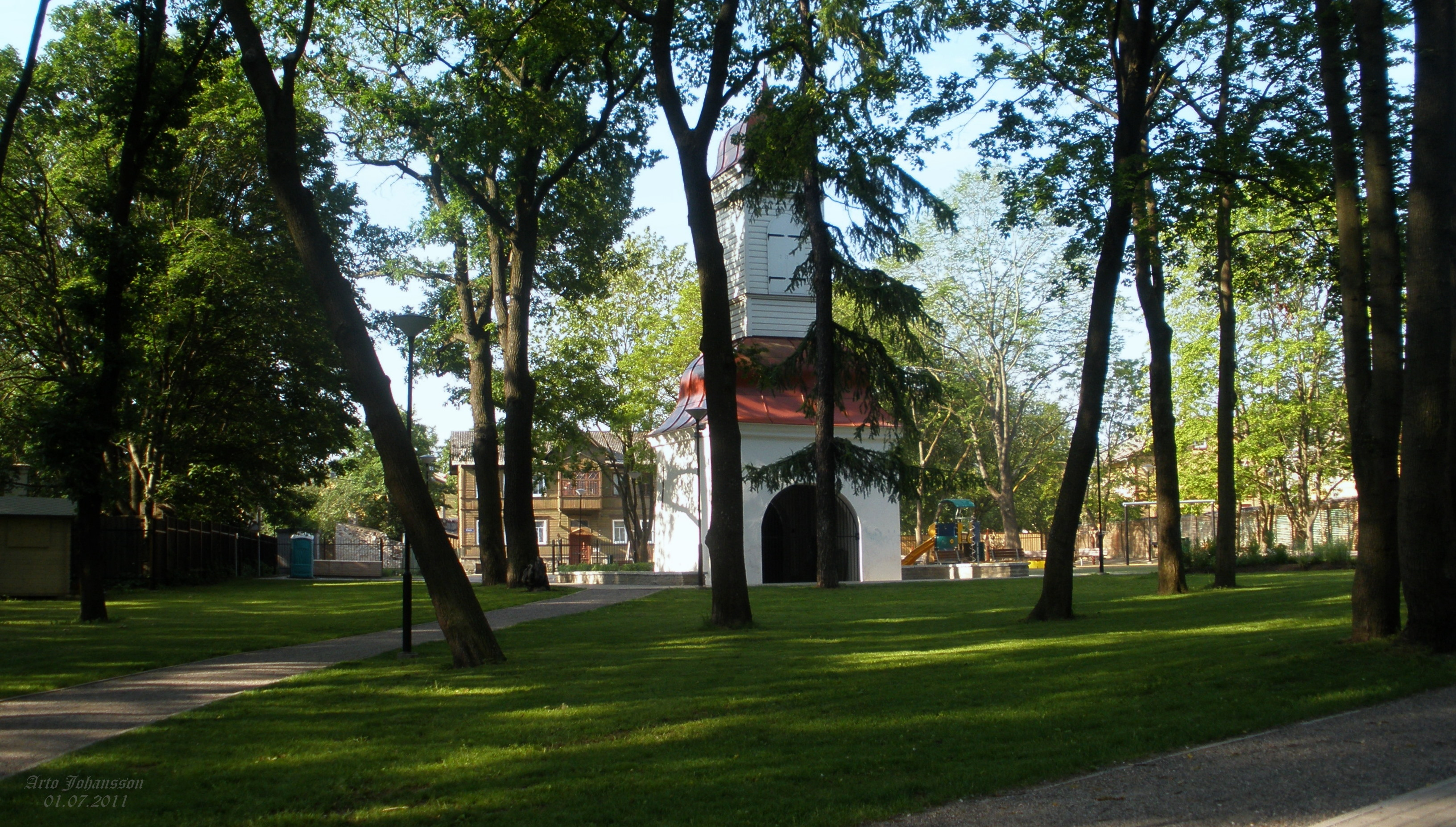
Территория бывшего кладбища и надвратная башня-колокольня
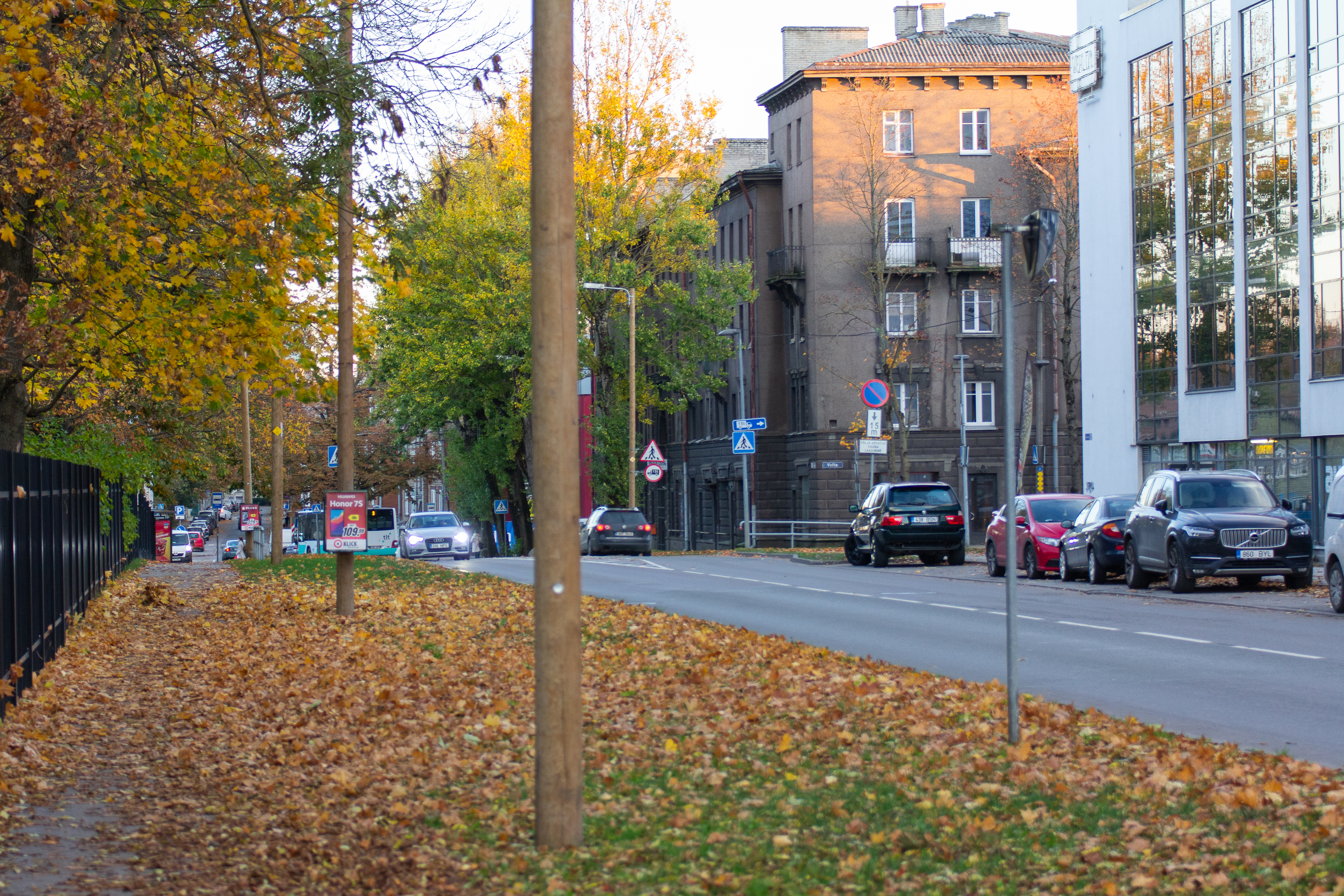
Улица Тёэстузе, слева — ограда бывшего кладбища
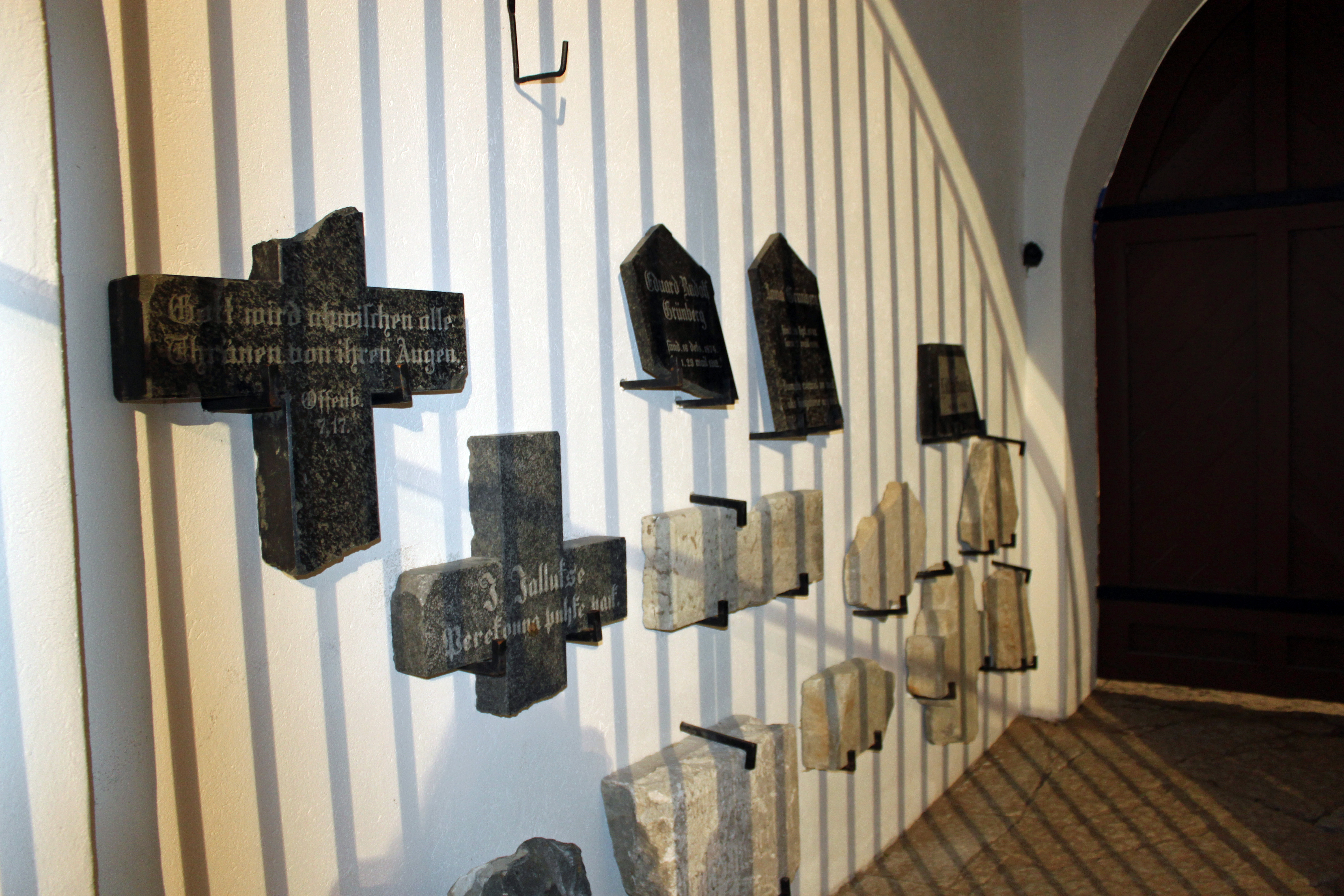
Экспозиция надгробий в башне-часовне